# Liste der Kulturdenkmäler in Hochstetten-Dhaun
In der Liste der Kulturdenkmäler in Hochstetten-Dhaun sind alle Kulturdenkmäler der rheinland-pfälzischen Ortsgemeinde Hochstetten-Dhaun einschließlich der Ortsteile Hochstädten, Hochstetten, Schloss Dhaun und St. Johannisberg aufgeführt. Im Ortsteil Karlshof sind keine Kulturdenkmäler ausgewiesen. Grundlage ist die Denkmalliste des Landes Rheinland-Pfalz (Stand: 2. August 2023).

## Denkmalzonen
| Bezeichnung                           | Lage                                                         | Baujahr  | Beschreibung | Bild                           |
| ------------------------------------- | ------------------------------------------------------------ | -------- | --- | ------------------------------ |
| Denkmalzone Schloss Dhaun             | Schloss Dhaun, Kirner Straße Lage                            | vor 1215 | 1215 als Burg erwähnt, 1729 Ausbau zum Residenzschloss, 1804 ff. abgebrochen, Umwandlung der Vorburg in englischen Garten; Zwingeranlage, Ruine der Georgskapelle (1608), Oberer Torbau (1526), Nordflügel (1729, Ausbau 1971–77); verändert wiederaufgebauter Rittersaal; zwei Geschütztürme; auf der Hofmauer Wappenlöwe, 18. Jahrhundert | weitere Bilder Fotos hochladen |
| Denkmalzone Ortskern St. Johannisberg | St. Johannisberg, ohne Nummer und Nr. 10, 11, 12 und 13 Lage |          | ehemalige Stiftskirche mit Kirchhof (ohne Nummer), ehemaliges protestantisches Pfarrhaus von 1743 (Nr. 13), Dorfgasthaus (Nr. 12), im Kern barockes Bauernhaus (Nr. 10) und an den Kirchhof grenzender Streckhof (Nr. 11); in der Straßenmitte Ziehbrunnen                                                                                  | BW                             |

## Einzeldenkmäler
| Bezeichnung              | Lage                                          | Baujahr                            | Beschreibung | Bild                           |
| ------------------------ | --------------------------------------------- | ---------------------------------- | --- | ------------------------------ |
| Portal                   | Hochstädten, Hauptstraße, an Nr. 39 Lage      | um 1600                            | Renaissanceportal mit Oberlicht, um 1600                                                                                     | BW                             |
| Portal                   | Hochstädten, Hauptstraße, an Nr. 41 Lage      | 1567                               | Renaissanceportal, bezeichnet 1567                                                                                           | BW                             |
| Evangelische Kirche      | Hochstädten, Kirchstraße 3 Lage               | 1866/67                            | Sandsteinquaderbau, Rundbogengliederung, bezeichnet 1866/67                                                                  | weitere Bilder Fotos hochladen |
| Evangelische Kirche      | Hochstetten, Bahnhofstraße Lage               | 1864                               | Sandsteinquaderbau, 1864 | BW                             |
| Brunnen                  | Schloss Dhaun, Im Hahn Lage                   | 17. oder 18. Jahrhundert           | Dorfbrunnen, Haustein, 17. oder 18. Jahrhundert                                                                              | BW                             |
| Hofanlage                | Schloss Dhaun, Im Hahn 1 Lage                 | 18. Jahrhundert                    | barockes Einfirsthaus, teilweise verschiefert, 18. Jahrhundert                                                               | BW                             |
| Wohnhaus                 | Schloss Dhaun, Im Hahn 17 Lage                | 1776                               | eingeschossiges spätbarockes Fachwerkhaus, bezeichnet 1776                                                                   | BW                             |
| Gemeindebackhaus         | Schloss Dhaun, Kirner Straße ohne Nummer Lage | zweite Hälfte des 19. Jahrhunderts | Gemeindebackhaus; wohl aus der zweiten Hälfte des 19. Jahrhunderts                                                           | BW                             |
| Wohnhaus                 | Schloss Dhaun, Kirner Straße 2 Lage           | 1731                               | barocker Krüppelwalmdachbau, bezeichnet 1731; Ecksituation gegenüber Schlosstor                                              | BW                             |
| Evangelische Kirche      | Schloss Dhaun, Kirner Straße 12 Lage          | 18. Jahrhundert                    | ehemaliges gräfliches Brauhaus, im Kern barock, 18. Jahrhundert, Anfang des 19. Jahrhunderts klassizistisch überformt        | weitere Bilder Fotos hochladen |
| Amtshaus                 | Schloss Dhaun, Neuweg 13 Lage                 | 1738                               | ehemaliges Amtshaus; barocker Mansardwalmdachbau, 1738                                                                       | BW                             |
| Evangelische Pfarrkirche | St. Johannisberg, ohne Nummer Lage            | 1318                               | ehemals Stiftskirche St. Johannes der Täufer, gotischer Saalbau, 1318, Turm 1465, Chor 1595; alte Kirchhofmauer mit Torbogen | weitere Bilder Fotos hochladen |
| Backhaus                 | St. Johannisberg, gegenüber Nr. 10 Lage       | zweite Hälfte des 19. Jahrhunderts | Backhaus, wohl aus der zweiten Hälfte des 19. Jahrhunderts                                                                   | Fotos hochladen                |
| Evangelisches Pfarrhaus  | St. Johannisberg, Nr. 13 Lage                 | 1743                               | ehemaliges evangelisches Pfarrhaus; einfirsthausartiger barocker Massivbau, bezeichnet 1743                                  | BW                             |